# Baleshare
Baleshare é uma ilha de maré da Escócia.